# Гипотеза Брокара
Гипо́теза Брока́ра — в теории чисел гипотеза о квадратах простых чисел, сформулированная Брокаром.

## Формулировка
Формулировка:

Между квадратами подряд идущих простых чисел, за исключением первых двух, всегда найдётся хотя бы 4 простых числа. Иначе говоря, все числа последовательности {\displaystyle \pi (p_{n+1}^{2})-\pi (p_{n}^{2})}, кроме первого, не меньше 4, где {\displaystyle \pi (x)} — количество простых чисел, меньших {\displaystyle x}.

| n                                                                                     | {\displaystyle p_{n}} | {\displaystyle p_{n}^{2}} | Простые числа            | {\displaystyle \Delta } |
| ------------------------------------------------------------------------------------- | --------------------- | ------------------------- | ------------------------ | ----------------------- |
| 1                                                                                     | 2                     | 4                         | 5, 7                     | 2                       |
| 2                                                                                     | 3                     | 9                         | 11, 13, 17, 19, 23       | 5                       |
| 3                                                                                     | 5                     | 25                        | 29, 31, 37, 41, 43, 47   | 6                       |
| 4                                                                                     | 7                     | 49                        | 53, 59, 61, 67, 71…      | 15                      |
| 5                                                                                     | 11                    | 121                       | 127, 131, 137, 139, 149… | 9                       |
| {\displaystyle \Delta } обозначает {\displaystyle \pi (p_{n+1}^{2})-\pi (p_{n}^{2})}. |                       |                           |                          |                         |

На начало 2020 года не доказана и является одной из открытых математических проблем. Верна для первых 10 тыс. простых чисел, см. сдвинутую на один вправо последовательность последовательность A050216 в OEIS: 2, 2 (№ 1), 5, 6, 15, 9, 22, 11, 27, 47, 16, 57, 44…

## Гипотеза Лежандра
Схожая и тоже недоказанная гипотеза Лежандра, также называемая третьей проблемой Ландау, утверждает, что

Между квадратами двух последовательных натуральных чисел всегда найдётся простое число, или, что равносильно, функция {\displaystyle \pi (n^{2})} строго возрастает с ростом {\displaystyle n}.